# Jean-Casimir d'Anhalt-Dessau
Jean-Casimir d'Anhalt-Dessau (7 décembre 1596, Dessau – 15 septembre 1660, Dessau) est prince d'Anhalt-Dessau de 1618 à sa mort. Il est le troisième fils du prince Jean-Georges Ier et le premier par sa seconde épouse Dorothée de Simmern.

## Descendance
Le 18 mai 1623, Jean-Casimir épouse à Dessau Agnès de Hesse-Cassel (1606-1650), fille du landgrave Maurice de Hesse-Cassel. Ils ont six enfants :
- Maurice (1624-1624) ;
- Dorothée (1625-1626) ;
- Juliane (1626-1652) ;
- Jean-Georges II (1627-1693), prince d'Anhalt-Dessau ;
- Louise (1631-1680), épouse en 1648 le duc Christian de Brzeg ;
- Agnès (1644-1644).

Veuf, Jean-Casimir se remarie le 14 juillet 1651 à Dessau avec Sophie-Marguerite (1615-1673), fille du prince Christian Ier d'Anhalt-Bernbourg. Ils n'ont pas d'enfants.